# Bunker in der Friesenstraße

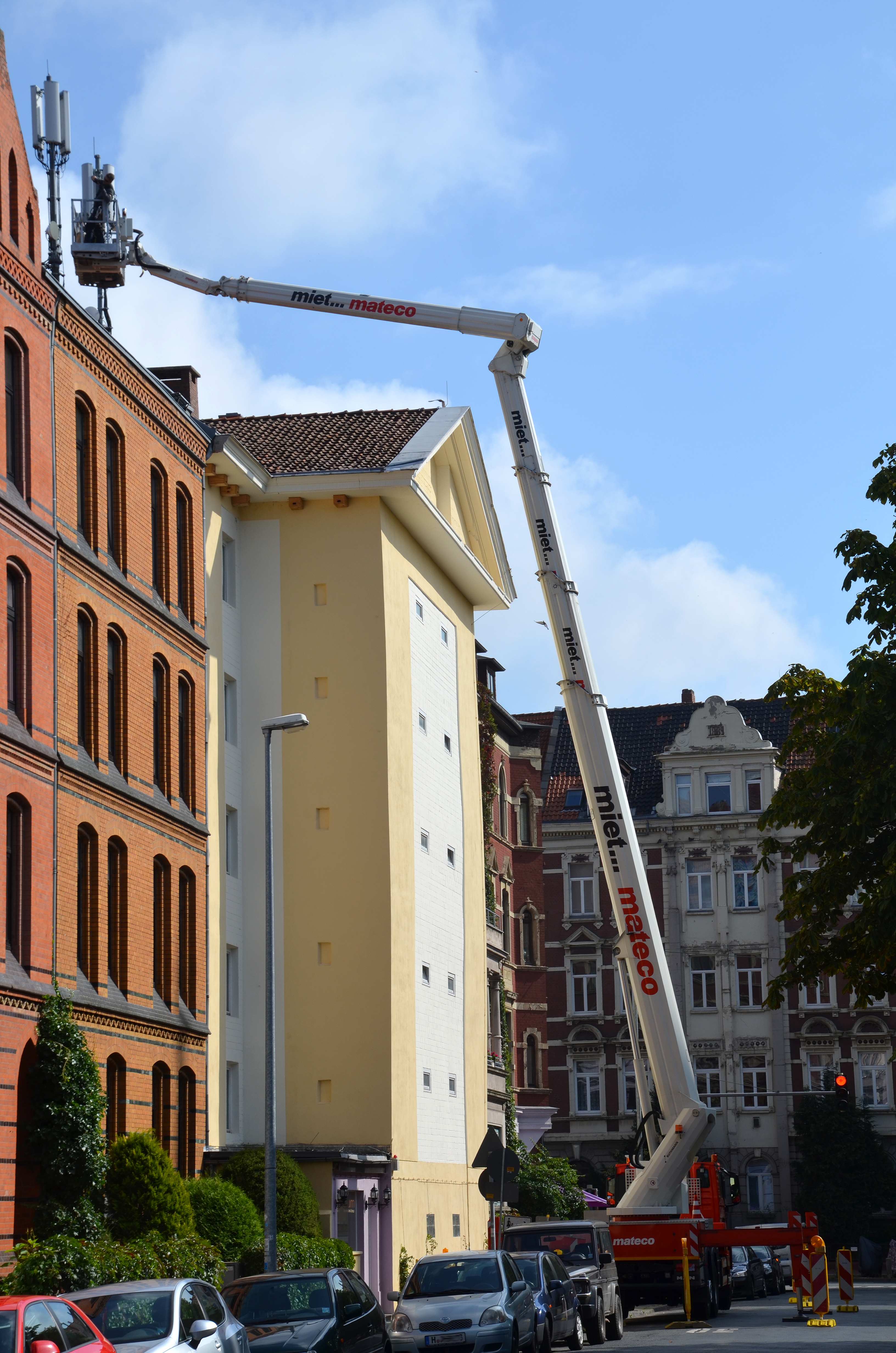
Der Luftschutzbunker in der Friesenstraße

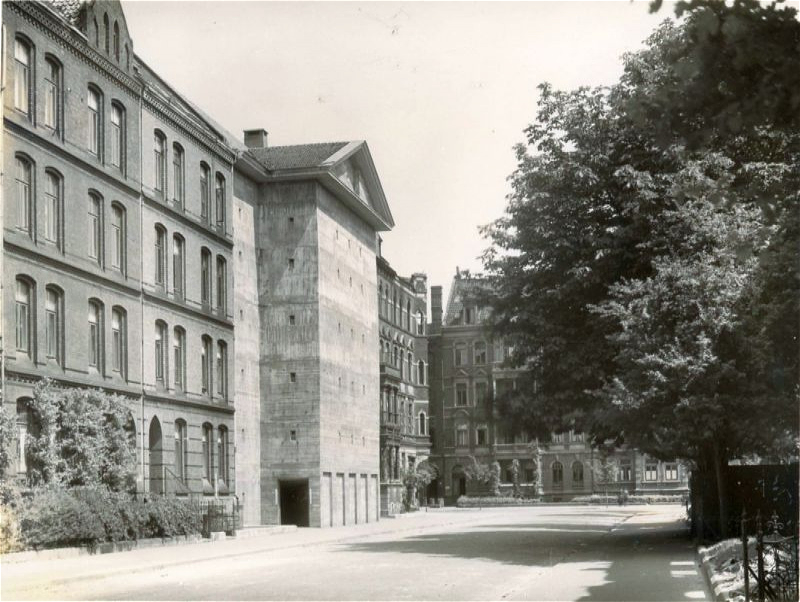
Der Hochbunker am 16. Juli 1944;
Fotografie von Peter Mütze; Archiv der Region Hannover

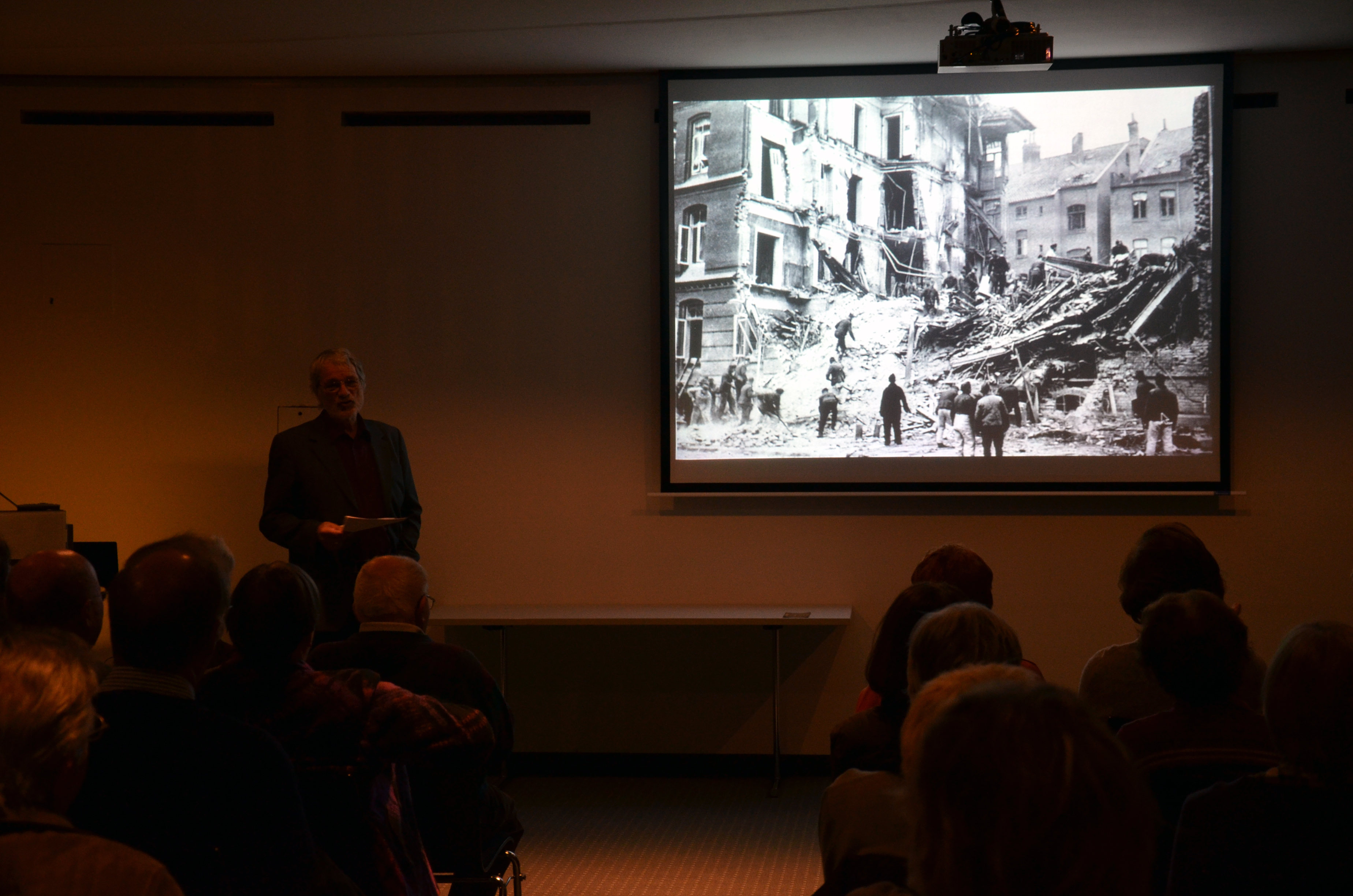
Bauhistoriker Sid Auffarth 2014 während eines Vortrages im Historischen Museum Hannover über den Bombentreffer in der Friesenstraße

Der Bunker in der Friesenstraße in der Oststadt von Hannover ist ein während des Zweiten Weltkriegs erbauter Hochbunker. Er wurde ab 1942 erbaut, nachdem während der Luftangriffe auf Hannover das Wohnhaus Friesenstraße 32 und 33 durch den Abwurf von Fliegerbomben zerstört worden war. In der entstandenen Baulücke wurde daraufhin für Schutzsuchende der beinahe würfelförmige Luftschutzbunker über 6 Ebenen mit einer Wandstärke von 1,1 Metern und den Außenabmessungen von 22 × 22 × 21 Metern errichtet.
Zur Tarnung wurde dem Baukörper ein Spitzdach aufgesetzt.
In der Nachkriegszeit wurde der Betonkörperentfestigt; in den Vorder- und Seitenfronten Mauerteile entfernt und Glasbausteine als Lichtöffnungen eingefügt.
1999 erwarb die Deutsche Rockmusikstiftung das Bauwerk und richtete darin Übungsräume für Musizierende ein.